# 亚碲酸盐
亚碲酸根离子是TeO2−
3。含有此离子的化合物称作亚碲酸盐（如亚碲酸钠）。它们通常是无色或白色盐，在某些方面与亚硫酸盐相若。

## 结构和反应

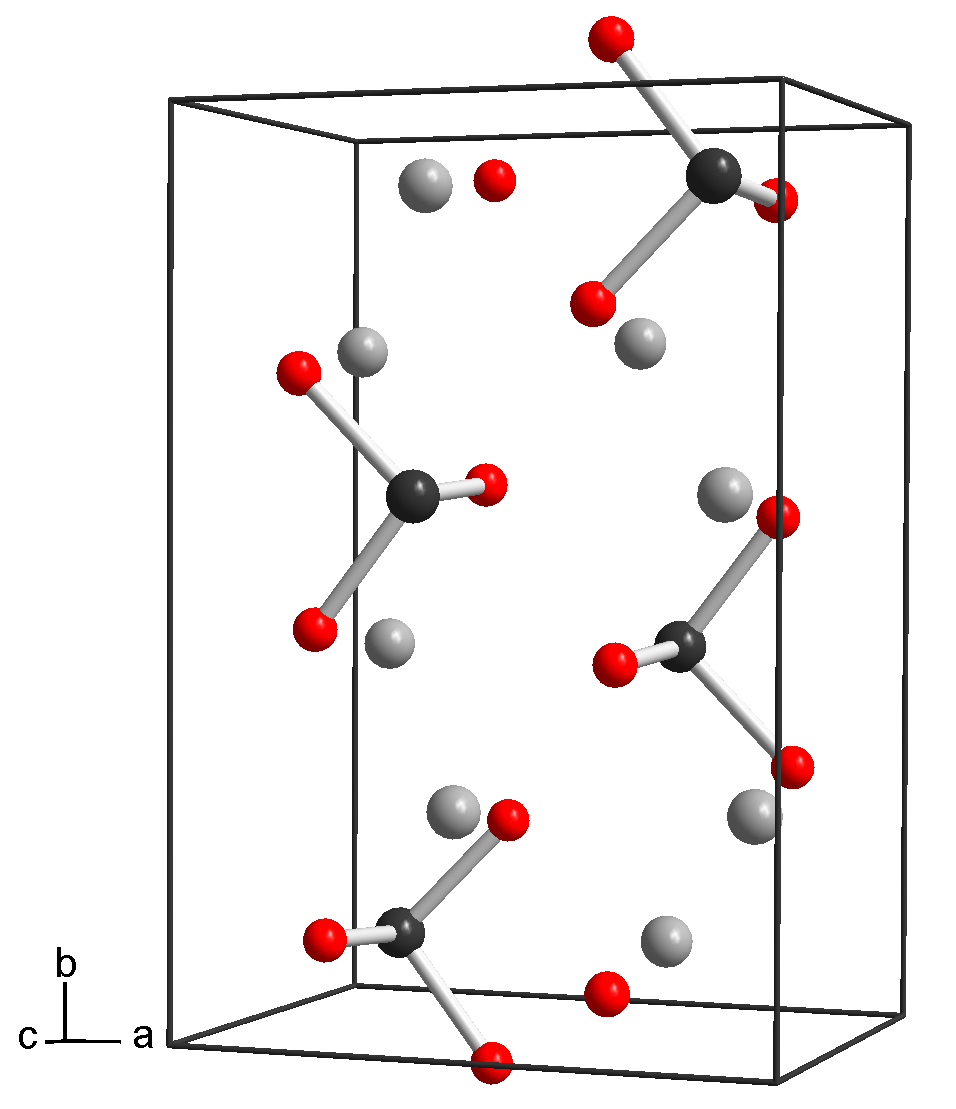
亚碲酸钠的晶体结构，其中阴离子呈四面体形

亚碲酸根离子像亚硒酸根和亚硫酸根一样，呈四面体形。这个离子具有C3v对称。
亚碲酸盐可以通过电解或强还原剂被还原成碲元素。当亚碲酸盐与硝酸盐结合时，它会被氧化成碲酸盐（TeO2−
4）。
当亚碲酸盐的水溶液被酸化时，固体的水合二氧化碲（TeO2）会沉淀。这是分离碲和硒的一种方法，因为亚硒酸在酸性条件下依然可溶。质子化在氧发生，其中间体为[TeO2(OH)]−。

## 用途
亚碲酸钾（K2TeO3）与琼脂一同使用，可以作为某些细菌的生长的选择性培养基。 棒状杆菌和一些其他物种可以将TeO2−
3还原至碲元素，从而将细菌染成黑色。

## 延伸阅读
- M. R. Masson, H. D. Lutz and B. Engelen (eds.) "Sulfites, Selenites and Tellurites", Pergamon Press, Oxford, 1986.